# Guy Pnini
Guy Pnini (hebräisch גיא פניני; * 4. September 1983 in Tel Aviv) ist ein israelischer Basketballtrainer und ehemaliger -spieler.
Er gewann fünfmal die israelische Meisterschaft (2011, 2012, 2014, 2022, 2023) und elfmal den Pokalwettbewerb (2007, 2008, 2010, 2011, 2012, 2013, 2014, 2015, 2016, 2017, 2018), 2012 die ABA-Liga sowie 2014 die Euroleague. Pnini war 2007, 2009, 2011, 2013 und 2022 Europameisterschaftsteilnehmer. Er spielte im Ausland in Serbien sowie auf Zypern. Unmittelbar nach seinem Rücktritt als Spieler 2023 wurde Pnini als Trainer tätig.

## Karriere
Pnini wechselte 2001 aus der Jugend von Maccabi Tel Aviv in seiner Heimatstadt in die Herrenmannschaft von Maccabi Ra’anana in der höchsten israelischen Spielklasse Ligat ha’Al. Er blieb auch in der Mannschaft, als diese ein Jahr später mit dem vormaligen Ligakonkurrenten Bnei Herzlia zu Bnei haScharon zusammengelegt wurde und nach Herzlia umzog. Bereits ein Jahr später war er Kapitän seiner Mannschaft, die am Ende der Spielzeit 2003/04 den dritten Platz in der israelischen Meisterschaft erreichte. Im folgenden internationalen Vereinswettbewerb FIBA Europe League 2004/05 schied man jedoch bereits nach der Vorrunde aus. Im nationalen Pokalwettbewerb verlor man das Endspiel gegen Maccabi Tel Aviv mit 89:108, verpasste aber auf dem neunten Platz der Meisterschaft das Final Four um den Titel. Nach einem weiteren neunten Platz in der Saison 2005/06 verließ Pnini den Verein und wechselte zum Ligakonkurrenten, Vizemeister und Vizepokalsieger Hapoel Jerusalem.
Mit Hapoel gewann Pnini 2007 gegen seine ehemalige Mannschaft Bnei haScharon das Endspiel im israelischen Pokalwettbewerb, verlor aber gegen Serienmeister Maccabi Tel Aviv das Meisterschaftsfinale mit zwei Punkten Unterschied. Im zweithöchsten europäischen Vereinswettbewerb ULEB Cup 2006/07 verlor Hapoel das Viertelfinale gegen den serbischen Verein FMP Železnik. Ein Jahr später schied man bereits in der Runde der besten 32 Mannschaften in diesem Wettbewerb aus. In der Saison 2007/08 verteidigte man im Pokalendspiel aber den Titel in diesem Wettbewerb mit vier Punkten gegen Maccabi Tel Aviv, verpasste jedoch auf dem fünften Platz die Qualifikation für das Meisterschaftshalbfinale, in dem Maccabi erstmals nach 15 Jahren den Titelgewinn gegen Hapoel Holon verlor. Zur Saison 2008/09 verließ Pnini, der bei der EM-Endrunde 2007 erstmals in einem Endrundenkader der israelischen Nationalmannschaft gestanden hatte und dort den neunten Platz erreicht hatte, sein Heimatland und spielte in Serbien für FMP Železnik aus Belgrad. In der länderübergreifenden ABA-Liga kam der zweimalige Titelgewinner FMP nicht über eine Mittelfeldplatzierung hinaus und schied auch bereits nach der Vorrunde im Eurocup 2008/09 aus. Bereits zum Jahreswechsel verließ Pnini den Verein und wechselte Anfang 2009 in die Republik Zypern zum Meister Keravnos Strovolou aus Nikosia, für den er jedoch nur ein Meisterschaftsspiel bestritt. Bei der EM-Endrunde blieb Pnini mit der israelischen Nationalmannschaft sieglos und schied nach der Vorrunde aus.
Nachdem sich Maccabi Tel Aviv und Hapoel Jerusalem wegen Pninis vorgesehenem Wechsel zum Serienmeister bereits ein Jahr zuvor in einem Rechtsstreit befunden hatten, rückte Pnini schließlich zur Saison 2009/10 in Maccabis Aufgebot. Für den Verein hatte er bereits in seiner Jugend gespielt. Den nationalen Pokalwettbewerb gewann Maccabi erstmals nach vier Jahren im Finale gegen Pninis ehemalige Mannschaft Bnei haScharon, doch im höchsten europäischen Vereinswettbewerb EuroLeague scheiterte man überraschend im Viertelfinale an KK Partizan Belgrad und musste als Titelverteidiger in der israelischen Meisterschaft erneut den Titel abgeben, als man das Endspiel gegen Hapoel Gilboa Galil verlor. Trainer Pini Gershon, der mit Hapoel Galil 1993 Maccabi einst selbst entthront hatte und mit Maccabi später zweimal die EuroLeague gewonnen hatte, gab sein Amt auf und sein ehemaliger Trainerassistent David Blatt kehrte zu Maccabi als Trainer zurück. In nationalen Wettbewerben verlor man in der Saison 2010/11 nur ein Spiel, verteidigte den Titel im Pokalwettbewerb und deklassierte Titelverteidiger Gilboa Galil in der Neuauflage des Meisterschaftsfinales mit 91:64. Als Gastmannschaft in der ABA-Liga gewann man auch diesen Wettbewerb 2012. Als einziges Endspiel verlor man allein in der EuroLeague-Runde 2010/11 gegen Panathinaikos Athen. Bei der EM-Endrunde 2011 verlor Pnini mit der israelischen Nationalmannschaft die ersten drei Gruppenspiele unter anderem gegen Deutschland, so dass die beiden Siege zum Abschluss zum Vorrunde nicht mehr zum Erreichen der Zwischenrunde reichten. In der folgenden EuroLeague-Spielzeit 2011/12 verlor Maccabi – diesmal bereits im Viertelfinale – erneut gegen Titelverteidiger Panathinaikos. In den nationalen Wettbewerben konnte man nach nur zwei Niederlagen in der gesamten Saison das Double verteidigen.
Zur Saison 2012/13 wurde Pnini auch zum Mannschaftskapitän von Maccabi ernannt, doch im Dezember 2012 erregte er auch internationales Aufsehen, als er im Lokalderby gegen Hapoel Tel Aviv den schwedischen Gegenspieler Jonathan Skjöldebrand in übler Art und Weise beleidigte. Maccabi setzte Pnini daraufhin als Kapitän ab und suspendierte ihn neben einer Geldstrafe für einige Spiele. Im Viertelfinale der EuroLeague-Spielzeit 2012/13 verlor man glatt gegen den späteren Finalisten Real Madrid. Bei der folgenden EM-Endrunde 2013 war Pnini trotz der Vorfälle im Dezember 2012 wieder im Endrundenkader vertreten. Die israelische Nationalmannschaft schied nach Niederlagen unter anderem gegen Deutschland zum Abschluss der Vorrunde und nur einem Sieg erneut frühzeitig aus. Nach dem fünften Titelerfolg im nationalen Pokalwettbewerb hintereinander drang man in der EuroLeague-Spielzeit 2013/14 etwas überraschend bis ins Endspiel vor. Dort schlug man die Mannschaft von Real Madrid mit 98:86 nach Verlängerung. Zum Saisonabschluss holte man sich im Finale der nationalen Meisterschaft gegen Titelverteidiger Maccabi Haifa den Titel zurück und gewann damit eine Triple Crown.  Pnini spielte vorerst bis 2017 bei Maccabi Tel Aviv.
Von 2017 bis 2022 stand er bei Hapoel Holon unter Vertrag, wurde 2018  mit der Mannschaft Pokalsieger sowie 2022 israelischer Meister und kehrte hernach zu Maccabi Tel Aviv zurück. Dort bestritt er sein letztes Jahr als Spieler, im August 2023 gab er seinen Rücktritt bekannt und wechselte als Assistenztrainer in Maccabis Stab.